# Elvira Lutz
Elvira Lutz (Trinidad, 2 de diciembre de 1935) es una partera, educadora sexual y docente universitaria uruguaya. Asimismo es militante feminista, activista por los derechos sexuales y reproductivos de las mujeres y participa en el Consejo Consultivo de la Red de Salud de las Mujeres Latinoamericanas y del Caribe (RSMLAC). 
Recibió varios reconocimientos y homenajes, entre los que se encuentran los entregados por el Congreso Uruguayo de Sexología (2010), la Comisión Organizadora del Encuentro Feminista Latinoamericano y del Caribe (2017) y la Intendencia de Montevideo (2019).

## Trayectoria
En 1964 egresó de la Escuela de Parteras de la Facultad de Medicina de la Udelar. Inició su tarea profesional en el Servicio de Asistencia Externa del Ministerio de Salud Pública y en el Hospital Pereira Rossell en la década de 1960. A partir del año 1968 se integró a la Asociación Uruguaya de Planificación Familiar en donde trabajó en temas relativos a educación sexual hasta el año 1992. Fue la editora del boletín de la asociación llamado "Ser Mujer".
Durante dos períodos consecutivos, desde 1986 a 1990, fue elegida secretaria permanente en la Federación Latinoamericana de Sociedades de Sexología (FLASSES). En el año 2002, fue una de las fundadoras de la filial uruguaya de la Red de Parto Humanizado. 
Como docente dictó cursos, seminarios y talleres sobre parto humanizado y sexualidad femenina tanto en el ámbito nacional como en el internacional. Asimismo, brindó consultorías en proyectos sobre planificación familiar, calidad de atención y salud sexual y reproductiva en ONG de mujeres e instituciones privadas nacionales y extranjeras.

Entre 1985 y 1987 fue redactora responsable de Cotidiano Mujer. "Desde el primer número de la revista, en agosto de 1985, una página entera estuvo dedicada a hablar del abortoː '¿Por qué sólo los hombres tienen la palabra?', escrito por Elvira Lutz". Autora de numerosas publicaciones acerca de los derechos de la mujer y la sexualidad femenina, en 2018 publicó el libro Provocaciones de una partera ː pasado, presente y futuro. En el epílogo, Lutz escribió: 
“He transversalizado todo, porque nada me es ajeno, desde una perspectiva feminista fui encontrando omisiones, marginaciones, discriminación en las disciplinas en las que me capacité; en obstetricia, en sexología, en educación sexual, y me transformé en una activista en el campo de los derechos humanos y en la humanización del parto”.